# پژو تیپ ۳۶
پژو تیپ ۳۶ (Peugeot Type 36) خودرویی است که در سال‌های ۱۹۰۱ تا ۱۹۰۲ شده‌است.
طراحی آن خودروهای موتور عقب-محور عقب بوده است.
موتور آن ۶۴۲ سی‌سی است.